# Девід Бірн
Девід Бірн (англ. David Byrne; нар. 14 травня 1952) — шотландсько-американський співак, автор пісень, музикант, продюсер, актор, письменник, теоретик музики, візуальний художник і режисер. Він був одним із засновників, основним автором пісень, вокалістом і гітаристом американського нью-вейв гурту Talking Heads.
Бірн випустив сольні записи і працював з різними медіа, включаючи кіно, фотографію, оперу, художню літературу та нон-фікшн. Він отримав премію Оскар, Ґреммі, Спеціальну Премію Тоні та Золотий глобус, а також був включений до Зали слави рок-н-ролу у складі гурту Talking Heads.

## Життєпис
Девід Бірн народився 14 травня 1952 року в місті Дамбартон, Шотландія. Через два роки його батьки переїхали до міста Гамільтон, Канада, а коли йому було 8 (або 9) років, їхня родина переїхала до міста Арбутус, штат Меріленд, США. Бірн рік відвідував школу дизайну в Род Айленді, потім покинув її, сформувавши в 1974 році гурт Talking Heads із ще з двома студентами цієї школи — з басисткою Тіною Веймут і барабанщиком Крісом Францем, а пізніше до них доєднався гітарист і клавішник Джеррі Гаррісон.
Крім основної групи Бірн брав участь і в інших проектах: він співпрацює з Браяном Іно, з яким вони випустили альбом My Life in the Bush of Ghosts 1981 року, який привернув увагу критиків. У цьому альбомі було вперше використано семплювання. Серед інших проектів Бірна в 80-тих роках це робота в створенні до бродвейської постановки The Catherine Wheel, продюсування гурту The B-52's, і також написання музики до кіно та балету. У 1988 році Бірн разом з Рюїчі Сакамото та Конг Су отримав Оскар за саундтрек до фільму «Останній імператор» режисера Бернардо Бертолуччі.
У 90-тих роках Бірн засновує власний лейбл Luaka Bop, за допомогою якого просував бразильську музику. Крім того Бірн читає лекції та почав професійно займатися фотографією. Нині його виставки відбуваються у галереях сучасного мистецтва по всьому світу. У 2003 році Бірн випустив книгу «Envisioning Emotional Epistemological Information» з DVD-додатком, який містить роботи артиста у форматі PowerPoint. З того часу він виступає на лекціях на тему цієї програми. В 2005 році Девід Бірн пристосував для виконання музичних творів занедбану фабрику з виробництва фарб «Fragfabriken» у Стокгольмі. Для того, щоб задіяти у виробництві звуку всі конструкції будівлі Бірн переробив старий орган, який працював за допомогою деревяного хутра. Частина клавіш і педалей переобладнаного органу були з'єднані із десятками прозорих пластикових труб, через які повітря нагнітається для створення вітру і свисту. Спеціальні троси повязували інші клавіші з молотками, що б'ють по порожніх металевих колонах будівлі фабрики. До поперечних балок були прикріплені спеціальні пристрої, що змушують ці металеві бруси вібрувати та видавати гудіння різної висоти. У 2009 році Бірн випустив книгу «Записки велосипедиста» зі спостереженням життя різних міст, де Девід розповідає не лише про побачене, але і ділиться думками про те, як зробити світ кращим.

## Сольні альбоми
- My Life in The Bush of Ghosts (з Браяном Іно)
- Rei Momo (1989)
- Uh-Oh (1992)
- David Byrne (1994)
- Feelings (1997)
- Look into the Eyeball (2001)
- Grown Backwards (2004)
- Everything That Happened Will Happen Today (2008) (з Браяном Іно)
- Love This Giant (2012) (з St. Vincent)
- American Utopia (2018)

## Факти
- У Девіда Бірна та його дружини Адел Луц є дочка Малу Абені Валентайн Бірн. Бірн з Луц розлучилися у 2004 році.
- Бірн з'являється в 309-му епізоді мультсеріалу Сімпсони, «Dud, Where's Ranch», 14 сезон. У цьому епізоді Девід Бірн і Гомер Сімпсон, створюють музичну композицію «Everybody Hates Ned Flanders».
- В операційній системі Windows XP, в папці Загальні документи, знаходиться композиція Девіда Бірна «Like Humans Do», з альбому «Look Into The Eyeball» 2001 року у форматі Windows Media Audio.